# Бразильская партия
Бразильская партия (порт. O Partido Brasileiro) — условное название борцов за независимость Бразилии периода 1821—1825 гг. Собственно слово «партия» употреблялось по отношению к группе лиц, стремящихся к независимости Бразилии, равно как и заинтересованных в продолжении унии с Португалией, лишь условно. Обе партии не имели ни членства, ни штаб-квартиры. Но тем не менее, оживлённые дискуссии между сторонниками и противниками независимости велись на улицах городов и сёл, в кафе, клубах и салонах Рио-де-Жанейро. Основными сторонниками независимости Бразилии были буржуа, прочие мещане, крупные плантаторы-латифундисты, мечтавшие о прямом выходе на рынки Европы без португальского посредства, а также романтические настроенные рабы и батраки. К слову, обретение страной независимости не освободило их от рабства, которое окончательно отменил только Золотой закон 1888 года.

## Популярность и победа
26 апреля 1821 года, после 14-летнего пребывания в Бразилии, большая часть португальской королевской семьи вместе со свитой покинула страну. В разных частях страны начались волнения, так как неясность будущего статуса страны пугала бразильцев, а возвращаться к положению колонии им не хотелось. Особенно активно движение за независимость набирало обороты в штате Баия. Оставшийся регент Педру I, уроженец Португалии и сын португальского короля, поначалу был на стороне пропортугальских сил. Но по мере развития событий, стало ясно что пропортугальски настроенные слои в основном состояли из небольшой группы городских чиновников и военных высшего звена, а также португальских работорговцев, интенсивно задействованных на северо-востоке страны. Интересы подавляющего большинства буржуазии, нуворишей, мещан и уроженцев колонии (креолы) представляла именно называемая Бразильская партия. Учитывая что к этому времени население Бразилии (6,6 млн чел) вдвое превысило население Португалии, и большинство жителей колонии (до 70 %) составляли её же уроженцы, Педру официально отказался от возврата в Португалию (День Фику) и провозгласил себя императором независимой Бразилии. В конце XIX века в Бразилию также переселилось значительное количество иммигрантов непортугальского происхождения. Поэтому унионисткие интересы утратили свою актуальность, хотя культурно-языковые связи между двумя странами продолжают оставаться достаточно сильными.